# Kóka János
Kóka János (Budapest, 1972. július 5. –) magyar üzletember, informatikai vállalkozó, pénzügyi befektető, egykori politikus, 2004–2008 között gazdasági és közlekedési miniszter, 2007–2008-ban az SZDSZ elnöke, 2010-ig frakcióvezetője. Ezt követően visszatért az üzleti életbe, 2011 óta a Cellum Global Zrt. elnök-vezérigazgatója és a Cellum Bulgaria igazgatósági elnöke.

## Tanulmányai
Az esztergomi Temesvári Pelbárt Ferences Gimnáziumban érettségizett. Tanulmányait a Semmelweis Orvostudományi Egyetemen folytatta, ahol 1996-ban szerzett diplomát.

## Vállalkozói pályafutása
Még egyetemi tanulmányai idején, a magyar IT piac ébredésekor került be az informatika világába;1994 és 1996 között az Elender Kft. projektmenedzsere, majd kereskedelmi igazgatója volt. 1996-ban kinevezték ügyvezető igazgatóvá. Ezt a tisztségét 1998-ig viselte. Az Elender részvénytársasággá történt átalakulása után 1998-tól 2000-ig vezérigazgatója volt a vállalatnak.
1999 és 2002 között a PSINet magyarországi vezetője (Country Manager) volt, majd európai alelnökként az üzletfejlesztésért felelt. 2002-ben visszatért előző munkahelyére, és az Elender üzleti kommunikációs leányvállalatának lett vezérigazgatója. 2004-ben az Euroweb Internet Szolgáltató Rt. elnöke.
2000 óta az Informatikai Vállalkozások Szövetségének (IVSZ) elnökségi tagja, 2003-tól 2004 októberéig elnöke. 2003-tól miniszteri kinevezéséig a brüsszeli székhelyű EICTA (European ICT Association) elnökségi tagja, és, a Magyar-Indonéz Üzleti Tanács elnöke volt. Minden üzleti tisztségétől megvált, amikor politikai pályára lépett.
2000-ben neki ítélték az „Év Informatikai Menedzsere” díjat.
Politikai karrierje lezárultával 2010-ben visszatért az üzleti életbe. Előbb tanácsadóként vett részt a mobilfizetési technológiák fejlesztésével foglalkozó Cellum cégcsoport reorganizációjában, majd 2011-ben a cégcsoport nemzetközi terjeszkedése érdekében létrehozott Cellum Global Zrt. elnök-vezérigazgatójává választották. A cég képviseletében 2011 szeptemberében kockázati tőkeprogram megállapodást kötött az OTP-csoporthoz tartozó PortfoLion Zrt-vel, majd nem sokkal ezután közös technológiai leányvállalat létrehozásáról írt alá megállapodást a bulgáriai Corpbankkal. A szófiai székhelyű Cellum Bulgaria leányvállalatban 2012 januárjától az igazgatóság elnöke. Az ugyancsak Cellum-érdekeltségű MPP Zrt. igazgatóságának elnöke.
Vezetése alatt a cég több nemzetközi együttműködés megkötéséről számolt be, egyebek mellett a MasterCard mobilfizetési alkalmazását is a Cellum fejlesztette.

## Közéleti pályafutása

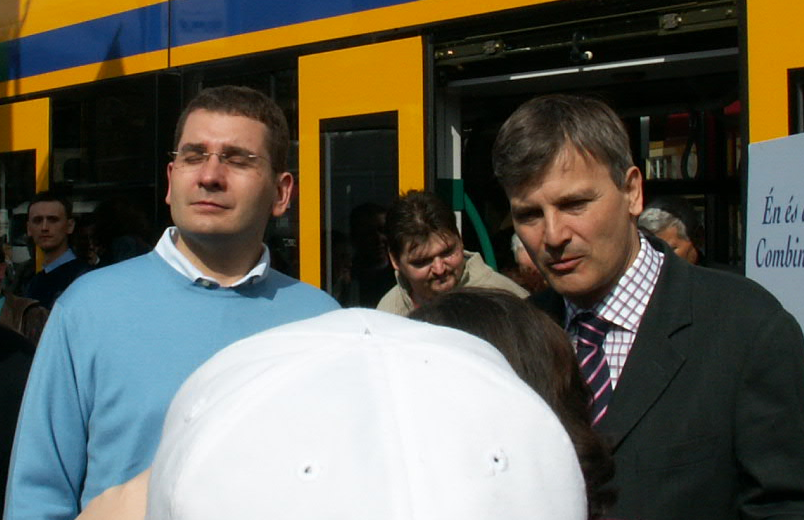
Kóka János és Demszky Gábor a Combino villamosok budapesti bemutatóján 2006-ban

2004-ben, Gyurcsány Ferenc akkor még kijelölt kormányfő és a miniszteri posztra jogosult SZDSZ őt jelölte Csillag István utódjának a gazdasági és közlekedési tárca élére. Miniszteri esküjét 2004. október 4-én tette le.
Az SZDSZ-be 2006 januárjában lépett be, őt tartották a párt egyik új reménységének. Neve többször felmerült budapesti főpolgármester-jelöltnek is arra az esetre, ha Demszky Gábor nem vállalta volna el az újabb megmérettetést.
Népszerűségét rontotta a 2006-2008 folyamán meghirdetett reformkurzus (oktatás, egészségügy, energia, szociális rászorultság, közlekedés). Az különösen nagyot esett 2006 júliusában meghirdetett vasúti reform miatt, melynek eredeti tervei szerint 27 vasútvonalon állt volna le a személyforgalom.
A 2006-os országgyűlési választásokon a párt jelöltje volt Budapest I. számú választókerületében (Budapest I-II. kerületében). A szocialista jelölt még az első forduló előtt visszalépett a javára. Ellenfele Nagy Gábor Tamás budavári polgármester volt, aki ellen a második fordulóban alulmaradt. Kóka János pártja országos listájának második helyéről szerzett mandátumot. 2006-tól a második Gyurcsány-kormányban ismét gazdasági és közlekedési miniszter.
2007. február 7-én bejelentette indulását az SZDSZ elnöki tisztségéért, majd március 31-én a párt küldöttgyűlése szavazategyenlőség (377:377) után második, megismételt szavazással 380:367 arányban meg is választotta Fodor Gáborral szemben.
2008 elején a Hír TV Célpont műsora számolt be először arról, hogy a pártelnök-választáson valamelyik jelölt javára csalások történtek, a csalás tényét interjúkkal és aláírás-mintákkal igazolták. Az évekig húzódó per végére sem derült ki, hogy kinek érdekében követtek el csalást, ezt mindkét jelölt cáfolta. Kóka ezt követően rendkívüli tisztújítást sürgetett. Az elnökválasztás előtt a legnépszerűtlenebb politikai személyiség. A 2008. június 7-én tartott rendkívüli tisztújító küldöttgyűlésen alulmaradt kihívójával, Fodor Gáborral szemben.
2007-től 2010-ig pártja parlamenti frakcióvezetője, a költségvetési bizottság tagja, az ország egyoldalú gázfüggőségét felszámolni kívánó Nabucco-bizottság elnöke. 2009-ben az általa vezetett parlamenti frakció biztosította a többséget Bajnai Gordon megválasztásához és a Bajnai-kormány intézkedéseihez. A 2010-es országgyűlési választáson nem indult, majd nem újította meg párttagságát sem.

## Családja
Első két házasságából két lánya született, Bianka (1995) és Lilla (2010). Harmadik felesége Varga Edit televíziós szerkesztő, műsorvezető. Közös gyermekük: Dániel (2016).

## Egyéb
Hobbijai a repülés, a vitorlázás és az utazás.